# Cyrestis nitida
Cyrestis nitida är en fjärilsart som beskrevs av Mathew 1887. Cyrestis nitida ingår i släktet Cyrestis och familjen praktfjärilar. Inga underarter finns listade i Catalogue of Life.